# Resttschechei

Gebieden van Tsjechoslowakije die door buurlanden werden geannexeerd: Oranje (5) is Resttschechei: 1 Sudetenland, 2 Teschen, 3 Zuid-Slowakije 4 Karpato-Oekraïne, 6 Slowakije

Resttschechei (Nederlands: restant van Tsjechië) was de quasinonchalante nazistische benaming van de restanten van Tsjechoslowakije die op 15/16 maart 1939 als Protectoraat Bohemen en Moravië de facto door nazi-Duitsland geannexeerd werden door het bruutweg militair in te nemen. Dit gebeurde na een ultimatum dat in Berlijn aan de Tsjechoslowaakse president Emil Hacha werd gesteld, met als sanctie dat bij weigering de autochtone Tsjechische bevolking tot slavernij gedwongen zou worden.
Van Tsjechoslowakije waren in 1938 en '39 afgenomen dan wel afgescheiden:
- Sudetenland dat na tussenkomst op de Conferentie van München (10 oktober 1938) door het Verenigd Koninkrijk, Frankrijk en Italië, op 21 november vreedzaam door nazi-Duitsland geannexeerd werd.
- Slowakije dat zich op instigatie van nazi-Duitsland op 14 maart 1939 afscheidde (maar waarvan delen al snel door Hongarije ingenomen werden).
- Teschen, een deel van Tsjechisch-Silezië, werd op 17 maart 1939 door Polen ingenomen.

## Referentie
1. ↑  Plannen ter oplossing van Resttschechei